# Príslopec
Príslopec (1258 m) –  szczyt w Magurze Orawskiej na Słowacji. Jest zwornikiem dla 3 grzbietów:
- grzbiet południowy, poprzez szczyty Bzinská hoľa i Minčol (1139 m) łączący się z Minčolem (1394 m)
- grzbiet północno-zachodni poprzez Paráč biegnący do Okrúhlicy
- długi grzbiet wschodni, niżej zakręcający na północny wschód. Grzbiet ten ciągnie się aż do miejscowości Brzeza (Breza) nad Białą Orawą i oddziela doliny potoków Lomnica i Hruštínka

Stoki Príslopca porasta las, na grzbiecie wschodnim znajduje się jednak duża hala o nazwie Držatín. W stokach Príslopca wypływa kilka potoków: Lomnica, Predný potok, Feračová, Zázrivka. U południowo-zachodnich podnóży szczytu rozłożyły się zabudowania miejscowości Havrania.
Wszystkimi grzbietami Príslopca prowadzą szlaki turystyczne, krzyżujące się z sobą na jego szczycie.

## Szlaki turystyczne
Łokcza (Lokca) – Klinec – Dolina Grapa – Vasiľovska kaplnka – Zadná Macurka – Galanky – Kaňova jama – Držatín – Príslopec
  odcinek: Príslopec – Bzinská hoľa – Minčol (1139 m) – Vasiľovská hoľa – Sedlo Kubínska hoľa (lub Minčol)
  odcinek: Príslopec – Paráč – Sedlo pod Okrúhlicou –  Okrúhlica (1165 m) – Javorinka – Okrúhlica (1076 m) – Kýčerka – Kováčka – Zázvorovci – Vojenné – Pod Vojenným – Káčerovci – Pod Mravečníkom – Mravečník – Terchová